# Kosmologia Śródziemia
Jest to artykuł o charakterze zbiorczym, przedstawiający zagadnienia kosmologii Śródziemia, czyli zagadnienia dotyczące Wszechświata ze stworzonej przez J.R.R. Tolkiena mitologii Śródziemia. Hasła przedstawione są w kolejności geograficznej od środka Ziemi w głąb Wszechświata i poza niego.
Wszystkie nazwy własne nieprzetłumaczone na język polski pochodzą z quenyi.

## Eä
Istniejący świat materialny, Wszechświat. Jej nazwa znaczy niech będzie (niech się stanie); słowo to przy stwarzaniu świata wypowiedział Eru Ilúvatar.

### Arda
Ziemia, główne miejsce akcji w utworach Tolkiena. Została stworzona jako miejsce życia Dzieci Ilúvatara.

#### Vaiya
Był to ocean nazywany także Ekkaia i Morzem Okrężnym, oblewający Ardę dookoła. Przez cieśninę Helcaraxë łączył się z Belegaerem. W jego głębinach miał swą siedzibę Ulmo.

#### Ilurambar
Zwane też Ścianami Nocy. Stanowiły niezwykle wysoki łańcuch górski otaczający Ekkaię i odgradzający ją, i całą Eę, od zewnętrznej Pustki. Przestały istnieć (przynajmniej w dawnej formie) wraz z Przemianą Świata. Przejście przez nie stanowiły Bramy Nocy na Najdalszym Zachodzie i (według niektórych wersji Legendarium Tolkiena) Bramy Poranka na wschodzie. Ich nazwa znaczy dosłownie Ściany Wszystkiego.

#### Vista
Tworzy najbliższą Ardzie warstwę atmosfery, zawiera powietrze. Jej wyższa sfera przeznaczona jest dla chmur, a niższa dla ptaków.

#### Prosta Droga
Była to droga wiodąca ze Śródziemia do Amanu, której używali elfowie po Przemianie Świata. Była nazywana tak przez przeciwieństwo do zakrzywionych dróg na kulistej Ardzie. Obserwator, patrzący na statki elfów odpływające na zachód, widział, że nie chowały się stopniowo za horyzontem, ale płynęły prosto, jak gdyby w powietrzu, aż niknęły w odległym punkcie.
Prosta Droga nie była bezwzględnie zamknięta dla śmiertelników. Niektórzy z nich dzięki specjalnej łasce Valarów mogli z niej skorzystać, co z końcem Trzeciej Ery i w Czwartej Erze stało się udziałem Powierników Pierścienia (Froda Bagginsa i Samwise’a Gamgee) oraz krasnoluda Gimliego. W tym to też czasie Śródziemie Prostą Drogą opuścili ostatni Eldarowie.
Tą Drogą przybyli do Śródziemia Istari. Możliwe, także że również Glorfindel z Rivendell, który pojawia się we Władcy Pierścieni. Silmarillion opisuje bowiem Glorfindela, który wcześniej poległ podczas walki z Balrogiem podczas upadku Gondolinu. Jeśli jest to ta sama postać, znaczy to, że Glorfindel powrócił z hal Mandosa do Śródziemia.
W języku angielskim nazwa Prostej Drogi brzmi Straight Road, rzadziej używa się nazwy Straight Way.

#### Tarmenel
Bliżej nieokreślona część atmosfery, w której powstał wiatr, który przyniósł Eärendila do Amanu. Jego nazwa znaczy Wysokie niebo.

### Ilmen
Niebo. W quenyi słowo to znaczy dosłownie w górę. Nazywany jest także menel, z ukierunkowaniem na sklepienie niebieskie. Przemierzają je Isil i Anar.
W dolnej części tej sfery rozegrała się bitwa między latającymi wysłannikami Melkora a prowadzącym Isil Majarem Tilionem.

#### Isil i Anar
Ukształtowane przez Vardę przed przebudzeniem się ludzi. Cel ich stworzenia był ten sam, co stworzenia gwiazd – miały przeszkodzić Melkorowi w szerzeniu zła w Śródziemiu i zapewnić dogodne warunki życia dla Dzieci Ilúvatara.
Początkowo wędrowały po niebie z zachodu na wschód w ten sposób, że gdy jeden zawracał na wschodzie, drugi był na zachodzie. Wtedy czas liczono od pierwszej koniunkcji i zmieszania się ich świateł. Jednak po pewnym czasie, gdy brak nocy na Ardzie zaczął nużyć, Varda zmieniła im trasę.
Isil (sin. Ithil) – starsza lampa niebieska, prowadzona przez Tiliona. Jego światło pochodziło z ostatniego kwiatu Telperiona. Pojawił się na niebie, gdy Fingolfin wylądował w Śródziemiu. Gdy po jego siedmiu cyklach wzeszło Słońce, Tilion próbował zbliżyć się do prowadzącej je Arieny, lecz jej gorąco paliło go. Jego wędrówka stała się więc chaotyczna, i mimo zmiany planu wędrówki po niebie do dziś nie jest konsekwentny i nadal zdarzają się koniunkcje. Zwano go także Rana (Kapryśnikiem) i Świetlistym.
Anar (sin. Anor) – młodsza lampa niebieska, prowadzona przez Arienę. Jego światło pochodziło z ostatniego owocu Laurelinu. Wzeszedł po raz pierwszy, gdy hufiec Fingolfina wszedł do Mithrimu. Zwano go także Vasa (Serce Ognia) i Ognisty.

#### Gwiazdy i gwiazdozbiory
Stworzone przez Vardę wcześniej, niż Isil i Anar (tuż przed przebudzeniem się Quendich), i umieszczone wyżej na nieboskłonie. Były pierwszymi rzeczami, na jakie padł wzrok Pierworodnych, dlatego szczególnie pokochali oni Vardę.
Gwiazdy: Carnil (świeci na czerwono), Luinil, Nenar, Lumbar (niebieska), Alcarinquë (qu. wspaniała), Elemmirë, Helluin (Syriusz).
Gwiazdozbiory: Wilwarin (qu. motyl, prawdopodobnie jest to nazwa Kasjopei), Telumendil, Soronumë, Anarrima, Menelmacar (znak przyszłej Dagor Dagorath, prawdopodobnie Orion), Valacirca (Wielka Niedźwiedzica).

## Pozaczasowe Przestrzenie
Pozaczasowe Przestrzenie (oryg. Timeless Halls) to siedziba Ainurów i Eru, znajdująca się poza materialnym Wszechświatem.

## Avakúma
Przestrzeń poza Eä i Pozaczasowymi Przestrzeniami, zwana też Kumą (Pustką) i Bezczasową Pustką (oryg. Timeless Void). Tam przebywał Melkor, gdy szukał Niezniszczalnego Płomienia, substratu stworzenia. Tam też został wygnany po Wojnie Gniewu (a za nim i Sauron po zniszczeniu Jedynego Pierścienia). Jej nazwa znaczy Zewnętrzna Pustka.